# Krokodyl z Kraju Karoliny
Krokodyl z kraju Karoliny – powieść detektywistyczna Joanny Chmielewskiej z 1969 roku. Trzecia książka tej autorki.

## Treść

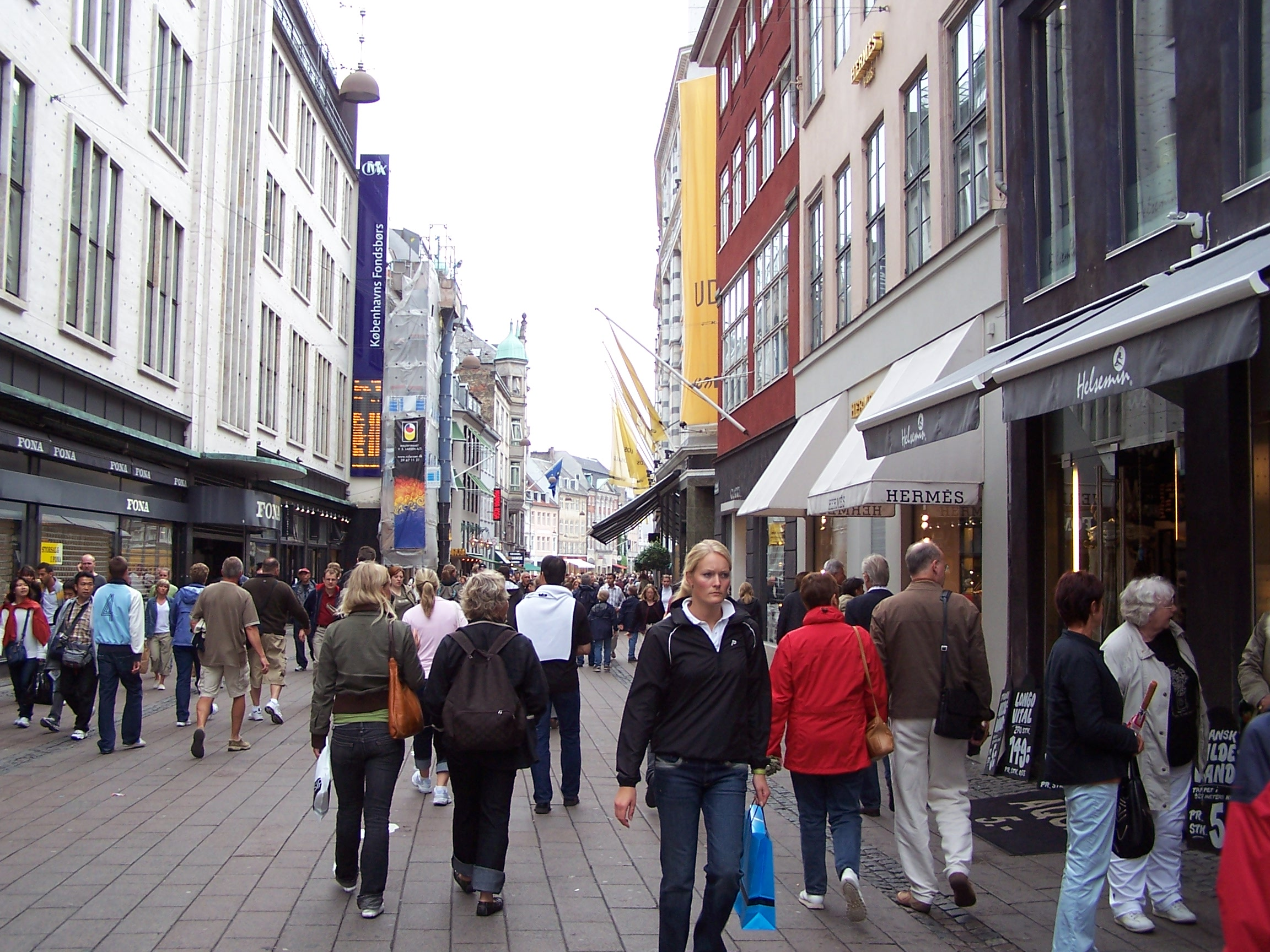
Strøget, tu mieścił się sklep syna Małego Łysego w Kapeluszu – ze żmiją w galarecie

W tajemniczych okolicznościach ginie przyjaciółka autorki – Joanny, Alicja. Znikają również jej zwłoki. Joanna postanawia na własną rękę wyjaśnić tajemnicę śmierci, nie ułatwiając tym zadania milicji. Dysponuje ona jednak informacjami, które są nieznane stróżom prawa. Prywatne śledztwo prowadzi ją do Kopenhagi, a dokładniej na tory wyścigowe Amager i Charlottenlund. Okazuje się, że śmierć Alicji była w specyficzny sposób związana z życiem Joanny, która jako jedyna ma szansę wyjaśnić zagadkę zabójstwa.
Powieść łączy w sobie elementy thrillera, komedii i powieści obyczajowej.